# Angela Bailey
Angela Bailey, född 28 februari 1962 i Coventry, West Midlands, England, död 31 juli 2021 i Toronto, Ontario, Kanada, var en brittiskfödd kanadensisk friidrottare som tävlade i kortdistanslöpning.
Baileys främsta merit är bronsmedaljen från inomhus-VM 1987 på 60 meter. Hon ingick vidare i stafettlaget på 4 x 100 meter som blev silvermedaljörer vid Olympiska sommarspelen 1984. Vid samma mästerskap var hon i final på 100 meter och slutade på sjätte plats.

## Personliga rekord
- 100 meter - 10,98 från 1987
- 200 meter - 22,82 från 1983